# Албано-греческие отношения
Албано-греческие отношения — двусторонние дипломатические отношения между Албанией и Грецией. Из-за присутствия албанских иммигрантов в Греции и греческого меньшинства в Албании, наличия исторических и культурных связей, а также частых контактов на высоком уровне между правительствами Албании и Греции, эти страны сегодня поддерживают прочные, но временами сложные, дипломатические отношения.
Страны являются членами многих международных организаций, включая Совет Европы и НАТО, и разделяют общие политические взгляды на ситуацию на Балканах и в мире, при этом Греция решительно поддерживает заявку Албании на вступление в Европейский союз (ЕС), предложив «Повестку дня на 2014 год» для содействия интеграции всех западно-балканских государств в Европейский союз. Под председательством Греции в Европейском союзе 24 июня 2014 года Албания получила официальный статус кандидата на вступление в эту организацию, что совпало с 10-й годовщиной «Повестки дня на 2014 год», предложенной правительством Греции в рамках саммита ЕС-Западные Балканы 2004 года в Салониках.
Греция является крупнейшим иностранным инвестором и основным торговым партнером Албании. Наряду с Италией, Греция решительно поддержала евроатлантическую интеграцию Албании, например вступление этой страны в НАТО в 2009 году. Сотрудничество между правительствами двух стран и деловым сектором существует во многих областях, таких как: торговля, энергетика, военное дело, туризм и культура, с реализацией крупных двусторонних проектов, таких как Трансадриатический газопровод и гидроэлектростанции. Греция также была крупнейшим государством-донором Албании, а также ведущим спонсором Национального театра Албании.
В 1971 году современные дипломатические отношения между двумя странами были установлены и в настоящее время имеют положительную тенденцию. Несмотря на то, что два народа имеют схожие традиции, культуру, историю и межэтнические отношения, дипломатическая напряженность, связанная с греческими общинами в Албании и албанскими общинами в Греции, продолжает сказываться на том, как страны и люди относятся друг к другу. Текущие проблемы в дипломатических отношениях двух стран НАТО включают отмену состояния войны, которое остается в силе между Грецией и Албанией, из-за Итало-греческой войны 1940 года и вопросы защиты прав человека, с которыми греческое меньшинство сталкивается в Албании. Несмотря на наличие некоторых препятствий и вопреки негативным публикациям в СМИ, албанцы и греки продолжают поддерживать взаимовыгодные отношения в своих странах, причем ученые, организации культуры, неправительственные организации, этнические меньшинства, смешанные семьи и другие негосударственные субъекты стремятся к сближению и укреплению отношений, а также к развитию социальных и политических связей. Протяжённость государственной границы между странами составляет 212 км.

## История
В результате непосредственной близости двух стран и народов европейские генетические исследования показали значительную степень генетического сходства между албанцами и греками, а также другими южноевропейскими народами, такими как южные итальянцы и киприоты.
С XIX века страны были отдельными национальными государствами, но на протяжении как минимум двадцати двух веков Албания и Греция принадлежали одному и тому же государству в различных формах, которые существовали на тот момент. Древние греки и иллирийские племена, населявшие обе страны, были индоевропейскими племенами, которые смешались с доэллинским населением после прибытия на Балканы около четырех тысяч лет назад. Тогда, как и в последнее время, произошли многочисленные миграционные процессы между обеими странами и народами: с греческими колониями, основанными вдоль побережья Иллирии, которая соответствует современной прибрежной Албании.
В средние века албанцы, такие как группа населения арванитов, мигрировали через Грецию, обосновавшись по всей стране и сыграв значительную роль в Греческой войне за независимость и создании современного греческого государства. Кроме того, другие албанцы-христиане также принимали участие в борьбе Греции против Османской империи.
После провозглашения независимости Албании в 1912 году произошел раздел земель между этой страной и Грецией был окончательно решен силами великих держав (Австро-Венгрия и Королевством Италией) с подписанием Флорентийского протокола. Отношения не улучшались до 1939 года, когда Италия оккупировала Албанию. Греческие и албанские силы вступили в конфликт во время Итало-греческой войны, хотя во время оккупации Греции странами «оси» греческие и албанские группы сопротивления находились в тесном контакте и даже обменивались информацией о нацистских оккупационных силах.
Народная Социалистическая Республика Албания, будучи союзником Советского Союза, участвовала в Гражданской войне в Греции (1946—1949), поддерживая возглавляемую коммунистами Демократическую армию Греции. Лесковик на юге Албании на время стал их штаб-квартирой. С албанской территории было совершено несколько вторжений в греческий регион Грамос. Коммунистические повстанцы отступали обратно в Албанию после завершения операции. Переговоры, ведущие к восстановлению полных дипломатических отношений, начались в 1953 году, а торговое соглашение было подписано в Париже в 1966 году. Это торговое соглашение не было исполнено из-за отсутствия платежного соглашения. Новое торговое соглашение было заключено в 1970 году, снова в Париже, что привело к открытию телеграфных и телефонных линий, торговых бюро в Афинах и Тиране, а в начале апреля первый грузовик с албанскими товарами после окончания Второй мировой войны прибыл в Грецию через Югославию. После более чем 30-летнего периода замораживания отношений, две страны восстановили дипломатические контакты 6 мая 1971 года в тот момент, когда экономическое сотрудничество и стратегические расчеты заставили Энвера Ходжу и правую греческую военную хунту (1967—1974) налаживать пути взаимопонимания и сотрудничества.

### Возможность конфедерации
Албанцы и греки неоднократно обсуждали, исследовали возможность и пытались сформировать конфедерацию в период существования Османской империи. В XIX веке планировалось создать Греческо-албанскую конфедерацию, идея которой была возрождена из более ранних планов XVIII века. В 1907 году Неоклис Казазис и первый премьер-министр Албании Исмаил Кемали, подписали специальный протокол и меморандум о взаимопонимании. Кроме того, арванитский автор Аристидес Коллиас в своей книге «Провозглашение ассоциации арванитов» указывает, что с 1881 по 1907 год они поддерживали усилия и неоднократно проводились консультации между греками и албанцами по созданию греческо-албанского государства. Кроме того, Танос Палеологос-Анагностопулос в своей книге «Греция и Албания в начале 20-го века (1995)» указал, что Исмаил Кемали, филеллен, работал с многочисленными греческими политиками и лоббистами, включая лидеров арванитов, над возможной греко-албанской федерацией. , который «поддерживает национальную и религиозную независимость двух народов». Точно так же Неоклис Казазис видел в этом способ подавления итальянского влияния в регионе Грецией.

### 1990-е годы
После падения коммунистического правления в Албании в 1992 году большое количество экономических беженцев и иммигрантов из этой страны (и других бывших коммунистических стран, включая Болгарию, Грузию, Молдавию, Польшу, Румынию, Россию и Украину) прибыло в Грецию, в основном в качестве нелегальных иммигрантов для поиска работы. Албанцы в Греции составляют 60-65 % от общего числа иммигрантов. Согласно переписи 2001 года, официально в Греции насчитывается 443 550 обладателей албанского гражданства.
В 1990-х годах Греция помогала албанскому политику Фатосу Нано из-за того, что он был православным, а не мусульманина Сали Беришу, поскольку Фатос Нано считался более дружественным к греческим интересам. Во время албанских беспорядков 1997 года Греция участвовала в многонациональной миротворческой и гуманитарной операции «Альба». Кроме того, до этой операции Греция участвовала в операции «Космас» 15 марта 1997 года, которая заключалась в эвакуации 240 иностранных высокопоставленных лиц из Албании. Сегодня страны охарактеризовывают свои отношения как «отличные», Албания считает Грецию одним из самых сильных и важнейших союзников, поскольку оба государства являются членами НАТО. Греция выступала против того, чтобы маршрут Трансадриатического газопровода проходил через территорию Албании, поскольку это позволило бы Албании стать транспортным узлом для газа на Западных Балканах.

## Современные отношения
После футбольного матча между Сербией и Албанией (квалификация на Евро-2016) албанские националисты с флагами и транспарантами напали на местных этнических греков, а также на их дома и разбили окна автомобилей. Инцидент вызвал дипломатическое вмешательство Греции, когда министерство иностранных дел направило демарш министерству иностранных дел Албании и потребовало суда над виновными в нападениях. Министр иностранных дел Албании заявил, что «оперативная и эффективная реакция государственной полиции позволила выявить ответственных лиц».
По данным Банка Албании, Греция являлась крупнейшим инвестором в экономику Албании в 2017 году. Прямые иностранные инвестиции, осуществленные Грецией в Албанию, составили сумму 1,22 миллиарда евро в первом квартале 2017 года по сравнению с 1,175 миллиарда евро в 2016 году. Растет интерес греческих компаний к расширению своей деятельности в Албании.
Во время массовых лесных пожаров в августе 2017 года, бушевавших в Албании в течение нескольких недель, албанские власти попросили поддержки у Греции, и эта страна направила два самолета Bombardier 415 и семь пожарных машин с экипажем для помощи Албании.
После землетрясения в Албании в 2019 году Греция направила два подразделения экспертов по землетрясениям (специальные подразделения по борьбе со стихийными бедствиями), состоящие из 40 человек, поисковых и спасательных собак, колонну грузовиков и один самолет Lockheed C-130 Hercules с продовольственными товарами. Кроме того, в Тиране побывал министр иностранных дел Греции Никос Дендиас. Кроме того, греческие врачи и лекарства были направлены, чтобы помочь и поддержать мирных жителей. Более того, греческая армия направила вместе со своим личным составом и три военные полевые кухни. Кроме того, в Албанию была направлена группа из шестнадцати инженеров-строителей. Красный Крест Греции направил более 200 тонн товаров первой необходимости.

### Греческое меньшинство Албании
Статус греческого меньшинства в Албании — один из нерешенных вопросов, существующих между странами. Прежний коммунистический режим предоставил ограниченные права греческому меньшинству в специально обозначенной зоне, состоящей из 99 деревень. После падения режима коммунистов вопросы, касающиеся обращения с греческим меньшинством, часто вызывали напряженность в отношениях между Грецией и Албанией. Текущие проблемы в первую очередь связаны с уважением прав собственности, доступом к образованию на греческом языке за пределами «зоны меньшинств», точными данными переписи населения и случайными инцидентами с применением насилия, направленными против греческого меньшинства. Позиция правительства Греции заключается в том, что проблемы, с которыми сталкивается греческое меньшинство, должны быть решены как условие для вступления Албании в Европейский союз. В 1992 году Греция предложила Албании, чтобы делегация ООН посетила районы проживания меньшинств, а также Грецию, чтобы открыть консульство в регионе, но оба предложения были отклонены Албанией.

### Военные кладбища павших греческих солдат
В январе 2018 года, после подписания соглашения между министрами иностранных дел Греции и Албании, между странами были предприняты систематические усилия по извлечению тел павших греческих солдат во время Итало-греческой войны. По оценкам, от 6800 до 8000 павших греческих солдат были похоронены на месте их гибели в бою, и их останки не были идентифицированы должным образом. Работа греко-албанских специалистов началась 22 января 2018 года в ущелье Кельцире, на месте битвы у перевала Клисуры. Небольшое количество чамских албанских активистов пытались помешать работе, но были разогнаны албанской полицией. Останки греческих солдат решили перезахоронить на греческих военных кладбищах в ущелье Кельцире и в деревне греческого меньшинства Буларат недалеко от греко-албанской границы.

### Чамский вопрос
С 1990-х годов Албанией поднимался вопрос по поводу репатриации чамских албанцев, которые были изгнаны из греческого региона Эпир в период с 1944 по 1945 год в конце Второй мировой войны, ссылаясь на сотрудничество большинства из них с оккупационными силами стран «оси». В то время как Албания настаивает на повторном рассмотрении вопроса, Греция считает этот вопрос закрытым. Однако, было принято решение создать двустороннюю комиссию, только по имущественной части. Комиссия была создана в 1999 году, но до сих пор не функционирует.

### Косовский вопрос
Албания была одной из первых стран, признавших независимость Республики Косово от Сербии, в то время как Греция придерживается нейтральной позиции по этому вопросу, заявляя, что примет решение о признании независимого Косово или нет после тщательного изучения вопроса и что решение будет являться результатом тесного сотрудничества с европейскими и соседними странами, принимая во внимание роль Сербии в поддержании региональной стабильности.

## Двустороннее сотрудничество
Отношения значительно улучшились с 1991 года: Греция и Албания подписали Соглашение о дружбе, сотрудничестве, добрососедстве и безопасности 21 марта 1996 года. Кроме того, Греция является основным иностранным инвестором в экономику Албании, вложив более 400 миллионов долларов США, вторым по величине торговым партнером Албании, при этом греческие товары составляют 21 % албанского импорта, а 12 % албанского экспорта приходится на Грецию, четвертую по величине страну-донора Албании, предоставившую помощь на сумму 73,8 миллиона евро.
Греция является стойким сторонником евроатлантической интеграции Республики Албания, и с момента вступления этой страны в НАТО в мае 2009 года албано-греческие отношения развиваются по всем направлениям. В отношениях, особенно после победы на выборах Эди Рамы в 2013 году, на короткое время произошло резкое улучшение и потепление отношений между странами, причем глава внешнеполитического ведомства Албании Ралф Джони охарактеризовал дипломатические отношения как «прекрасные». Однако, в течение 2014 года, всего через год после избрания Эди Рамы, отношения между странами ухудшились и стали все более напряжёнными из-за отказа Албании подписать соглашение, определяющее морские границы и устанавливающее исключительную экономическую зону между двумя странами, хотя в 2009 году эти моменты были согласованы. Несмотря на трудности в отношениях между двумя странами, Греция считается самым важным союзником и партнёром Албании в Европейском союзе.
Государства сотрудничают во многих областях, таких как политическая, судебная, энергетическая и туристическая. Между странами проводятся регулярные визиты на высоком уровне и частые контакты между правительствами, парламентами и местными властями по различным вопросам, касающимся отдельных секторов и взаимных интересов. Крупные проекты, которые в настоящее время осуществляются между двумя странами, включают развитие туризма на Ионическом побережье и Трансадриатический газопровод. Официальные встречи между правительствами стран и парламентами являются частыми, и армии обоих государств регулярно проводят совместные тренировки в рамках программы подготовки НАТО по модернизации вооружённых сил Албании.
Под председательством Греции в Европейском союзе Албания 24 июня 2014 года получила официальный статус кандидата на вступление в Европейский союз, что совпадает с 10-й годовщиной «Повестки дня на 2014 год», предложенной правительством Греции для ускорения интеграции Албании и всех западно-балканских государств в Европейский союз.

## Государственные визиты
В июле 2015 года министр иностранных дел Греции Никос Котзиас посетил Албанию на два дня (14-16) в рамках своего турне по Западным Балканам. Во время его визита они подтвердили тесные связи, заявив, что между странами нет открытых вопросов или запретных тем. Они согласились, что морской вопрос будет решен в свое время, но оба министра подчеркнули тесные, стратегические и дружеские связи народов. Никос Котзиас отметил греческое национальное меньшинство, албанцев в Греции и их общее прошлое и будущее как мосты к устойчивым, прочным и плодотворным отношениям.

## Двустороннее соглашение о морских границах
Премьер-министр Греции Костас Караманлис и премьер-министр Албании Сали Бериша подписали в 2004 году соглашение о защите своих морских границ, позволяющее странам ещё больше укрепить сотрудничество в экономическом аспекте. После подписания соглашения Костас Караманлис выразил твердую поддержку интеграции Албании в Европейский союз вместе с другими балканскими странами.

## Дипломатические представительства
- Албания имеет посольство в Афинах[73].
- Греция содержит посольство в Тиране[74].